# Émile Aubin
Pour les articles homonymes, voir Aubin.
Émile Aubin, pseudonyme Marat, né le 8 mars 1886 dans le 11e arrondissement de Paris et mort le 5 août 1949 à Drancy, est un ouvrier électricien, syndicaliste et antimilitariste libertaire, un temps prisonnier des bagnes militaires dits « bagne de Biribi ».
En 1913-1914, il est le secrétaire de rédaction du Libertaire, hebdomadaire de la Fédération communiste anarchiste.
En 1915, après l’échec de l’opposition à la Première Guerre mondiale, il part au front et renonce à la révolution sociale.

## Biographie
En juin-juillet 1908, alors qu'il tente de susciter un mouvement de protestation à l’occasion du voyage du président de la République dans les eaux scandinaves, une perquisition révèle que, sous le pseudonyme de Marat, il est l’auteur de plusieurs chansons révolutionnaires. Il bénéficie d’un non-lieu, mais est envoyé aux compagnies de discipline du bagne de Biribi.
Libéré en 1910, il devient permanent du syndicat des électriciens à Paris.
En mai 1910, il fonde le groupe des Libérés des bagnes militaires dont il est nommé secrétaire. Démissionnaire du secrétariat en décembre 1910, il est réélu en février 1911.
Le 15 septembre 1910, il participe à l'édition de l'affiche Galonné assassin, signée « Pour le groupe des libérés des bagnes militaires : le secrétaire général, Émile Aubin ».
La même année, le 26 novembre, et sous la même signature, il édite Liberté, égalité, fraternité. Armée territoriale. Soldats morts pour la patrie, affiche sur papier blanc qui représente deux drapeaux tricolores encadrant les noms des
disciplinaires « assassinés » par l’armée française.

### Condamnations pour propos antimilitaristes

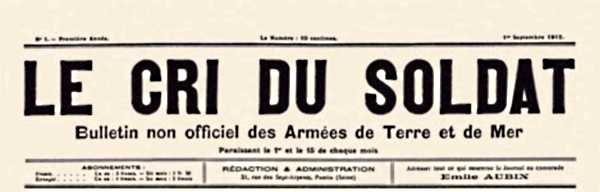
Le Cri du Soldat fondé par Émile Aubin le 1er septembre 1912.

En septembre 1910, il tient à Bezons un violent discours antimilitariste avec outrages au Chef de l’État, qui fait l’objet d’un procès-verbal.
Il est poursuivi pour un autre discours antimilitariste prononcé à Lagny le 1er octobre 1910 et comparait devant la cour d’assises de Melun qui le condamne, le 4 mai 1911, à dix-huit mois de prison, 100 francs d’amende et aux frais du procès pour « appel à la désobéissance et injures à l’armée ». Le jugement est annulé en cassation le 19 mai. Il comparait alors devant la cour d’assises de l’Yonne et est condamné, le 17 octobre, à trois mois de prison et 500 francs d’amende « pour avoir prononcé à Lagny un discours, excitant les conscrits à la désobéissance et injuriant l'armée ».
Il est également cité à comparaître devant les Assises de la Seine sur requête du ministère de la Guerre pour l’affiche antimilitariste Soldats morts pour la patrie. Finalement il est une nouvelle fois condamné, le 4 novembre 1911, par la Cour d’assises de la Seine à six mois de prison et 100 francs d’amende, avec confusion des peines en ce qui concerne une condamnation antérieure à trois mois. Il sort de prison le 16 juillet 1912, en même temps que Gustave Hervé.
Le 1er septembre 1912, il fonde le journal Le Cri du Soldat.
En 1913-1914, il est secrétaire de rédaction du Libertaire, hebdomadaire de la Fédération communiste anarchiste. Il signe l'éditorial de l'ultime numéro d'avant-guerre de ce journal publié le 1er août 1914.

### Ralliement à l'Union sacrée
À la suite des profondes oppositions qui divisent le mouvement libertaire international entre « antimilitaristes » et « défensistes » (Manifeste des Seize), il répond, en 1915, à son ordre de mobilisation et rejoint le front.
En 1915, il est blessé alors qu’il est caporal au 236e régiment d’infanterie. Pierre Martin s’en réjouit en apprenant la nouvelle, et exprime le souhait que tous les anarchistes ayant rejoint l’Union sacrée connaissent le même sort.
Le 1er juillet 1920, à Pantin, il participe comme orateur à un meeting en faveur de l’amnistie des soldats mutinés pendant la guerre.
En décembre 1924, Aubin adhère au Parti socialiste français qui, en mai 1926, fusionne dans le Parti républicain-socialiste. Cela ne l’empêche pas de prendre la parole, le 30 juin 1926, dans un meeting du Comité de défense sociale organisé en faveur de Sacco et Vanzetti.
En 1926, il devient secrétaire adjoint à la mairie de Drancy.
Le 16 mai 1931, il est rayé du Carnet B, fichier des antimilitaristes.
Au début des années 1930, il pousse la municipalité socialiste de Drancy à appuyer la création d’une coopérative pour les chômeurs, organisée par le militant libertaire pacifiste Louis Dorlet qui disait de lui qu’il « régnait » à la mairie où, la guerre finie, il avait « trouvé sa planque, mais conservait un profond sentiment de solidarité dont profitait tout tenant de l’idée libertaire ».

## Œuvres

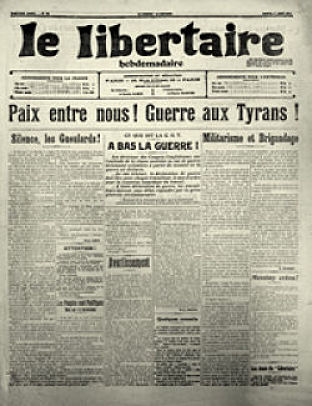
Le Libertaire du 1 août 1914, ultime numéro avant la Première Guerre mondiale.

- Silence, les gueulards !, Le Libertaire, 1er août 1914, texte intégral.

## Notices
- Dictionnaire des anarchistes, « Le Maitron » : notice biographique.
- Dictionnaire biographique, mouvement ouvrier, mouvement social : notice biographique.
- René Bianco, 100 ans de presse anarchiste : notice bibliographique.
- Dictionnaire international des militants anarchistes : notice biographique.
- L'Éphéméride anarchiste : notice biographique.